# Кабра (Испания)
Вижте пояснителната страница за други значения на Кабра.
Кабра (на испански: Cabra) е населено място и община в Испания, автономна област Андалусия, провинция Кордоба, район (комарка) Суббетика.
Населението му е 21 266 души по преброяване от 2010 г. Гъстотата на населението е 91,4 жители на км².

## География
Заема площ от 229 km². Разстоянието до административния център на провинцията е 72 km.
Общината е разположена в природния резерват Parque Natural de las Sierras Subbéticas. Около Кабра има 8 села.
Районът е известен със своя камък, наречен marmol roja de Cabra. Това е вид варовик с цветове от розово до червено.